# Port Moresby
Port Moresby – stolica Papui-Nowej Gwinei na południowo-wschodnim wybrzeżu Nowej Gwinei, nad Zatoką Papua. Port Moresby wydzielone jest jako odrębny dystrykt stołeczny (ang. National Capital District), jest też stolicą Prowincji Centralnej. Liczba mieszkańców: 366 862. W mieście zlokalizowany jest międzynarodowy port lotniczy (port lotniczy Port Moresby) i morski oraz uniwersytet (University of Papua New Guinea).
Zatokę w 1873 odkrył kapitan John Moresby. Miasto zostało założone w 1883 przez Europejczyków. W czasie II wojny światowej była to ważna baza wojsk alianckich w walce z Japonią.
W mieście rozwinął się przemysł spożywczy, drzewny oraz maszynowy.

## Miasta partnerskie
- Jinan (Chińska Republika Ludowa)
- Palm Desert (Stany Zjednoczone)
- Townsville (Australia)